# Disney XD
 (транскр.  Дизни Екс-Ди) дечји је телевизијски програм у власништву компаније Disney. Емитује анимиране серије за децу од 9 до 16 година, а део програма намењен је млађим тинејџерима. 2009. године, Disney купује европски ТВ канал Jetix и претвара све међународне верзије канала Toon Disney и Jetix у Disney XD односно Disney Channel. 
У Србији, Црној Гори, Босни и Херцеговини и Северној Македонији се приказивао од 3. октобра 2009. до 31. јануара 2021, титлован на српски. Титлове је радио студио SDI Media. Након гашења канала, одређени садржај је прешао на канал Disney Channel.